# جو كوبر (لاعب كرة قدم)
جو كوبر (بالإنجليزية: Joe Cooper)‏ (1994 في المملكة المتحدة - ) هو لاعب كرة قدم بريطاني في مركز الدفاع. لعب مع أولدهام أثلتيك ونادي سلتيك نايشون.

## وصلات خارجية
- جو كوبر (لاعب كرة قدم) على موقع قاعدة بيانات كرة القدم.إي يو (الإنجليزية)
- جو كوبر (لاعب كرة قدم) على موقع Soccerbase.com (لاعب) (الإنجليزية)